# Dolicharthria hieralis
Dolicharthria hieralis is een vlinder uit de familie van de grasmotten (Crambidae), uit de onderfamilie van de Spilomelinae. De wetenschappelijke naam van deze soort is voor het eerst voorgesteld als Stenia hieralis door Charles Swinhoe in een publicatie uit 1904.
De soort komt voor in Maleisië (Sarawak).